# Wasserturm (Eppelheim)
| Bauausführung              | Anton Stephan |
| Anzahl der Stufen im Turm  | 128           |
| Tiefe des Fundaments       | 4,00 m        |
| Höhe                       |               |
| Turm einschließlich Spitze | 47,60 m       |
| Turm ohne Spitze           | 43,30 m       |
| Unteres Sandsteinmauerwerk | 11,00 m       |
| Oberes Backsteinmauerwerk  | 18,00 m       |
| Oberer Aufbau              | 5,50 m        |
| Dachaufbau                 | 8,80 m        |
| Spitze                     | 4,30 m        |
| Durchmesser                |               |
| Turm in Bodenhöhe          | 10,05 m       |
| Unterer Turmabschnitt      | 7,10 m        |
| Oberer Turmabschnitt       | 5,50 m        |
| Wasserbehälter-Stockwerk   | 9,50 m        |
| Fundament                  | 12,40 m       |
| Mauerstärke                |               |
| Sandsteinsockel            | 1,30 m        |
| Unterer Turmabschnitt      | 52 cm         |
| Oberer Turmabschnitt       | 39 cm         |

Der Eppelheimer Wasserturm versorgte Eppelheim 76 Jahre mit Wasser und ist das Wahrzeichen der Stadt.

## Geschichte
Am 3. März 1907 wurde der Wasserturm nach knapp einem Jahr Bauzeit an die Gemeinde übergeben. Der Erbauer war Anton Stephan, dessen Konterfei an der Stirnseite des Jugendstilhauses Hauptstraße 71 zu sehen ist. Mit dem Wasserturm wurde von demselben Unternehmen auch das alte Wasserwerk mit seinen Tiefbrunnen im Westen Eppelheims errichtet, heute beherbergt es den Jugendtreff Altes Wasserwerk.

„Der Wasserturm wird in nicht allzu langer Zeit erstellt sein; gegenwärtig arbeitet man an der Verdachung (…) Erst im Juni 1906 waren die Bauarbeiten an die Eppelheimer Firma Stephan und Schneider vergeben worden.“

Beide Gebäude sind in einheitlicher Backstein-Bauweise mit einem Sandsteinsockel errichtet worden. Von 1902 bis 1905 wurden die Kanalisation und das Wasserwerk mit Pumpstation gebaut, und damit die Brunnenwasserversorgung abgelöst.
Von 1907 bis 1948 wurde im alten Wasserwerk mit Kohle Gas erzeugt, mit dem die Kolbenpumpen angetrieben wurden. 1928 wurde zusätzlich eine Elektropumpe mit 15 l/s Leistung eingebaut, 1946 folgten zwei weitere Kreiselpumpen mit 25 l/s beziehungsweise 15 l/s zur Förderung des Wassers und dem Weitertransport ins Ortsnetz und auf den Turm.
Im Jahr 1976 tobte ein gewaltiger Sturm über Eppelheim und Umgebung. Dabei wurde die Spitze des Wasserturms verbogen und musste neu hergerichtet werden. Der Wasserturm wurde am 27. April 1983 stillgelegt. Am 1. Oktober 1990 sprach sich der Gemeinderat einstimmig dafür aus, die dringend notwendigen Instandsetzungsarbeiten am Wahrzeichen der Gemeinde durchführen zu lassen. Vom 31. August 1993 bis 31. März 1994 wurde der Wasserturm für 1,3 Millionen DM innen und außen saniert.
1910 betrug die Fördermenge 55.951 m³ Wasser bei 2.776 Einwohnern. 80 Jahre später, 1990, betrug der Jahresverbrauch rund 791.739 m³ bei 13.382 Einwohnern.

## Nutzung
Der Wasserturm beherbergt seit Juli 2007 ein Trauzimmer, sowie seit November 2009 das von Josef Walch gestiftete Deutsche Hasenmuseum. Nach einer Begehung durch das städtische Bauamt im Jahr 2016 musste zunächst die obere Ausstellungsfläche des Museums geräumt werden, da der Aufgang als nicht kindgerecht beurteilt wurde. Nachdem das Bauamt 2017 auch die Nutzung der Zwischenempore als Trauzimmer untersagt hatte, da ein Rettungsweg fehlte, wurde das Trauzimmer im Untergeschoss eingerichtet. Für das Hasenmuseum blieb damit kein Raum mehr und es musste schließen.